# Едикт про вигнання 1290

Вигнання євреїв з європейських країн з 1100 до 1600 р.

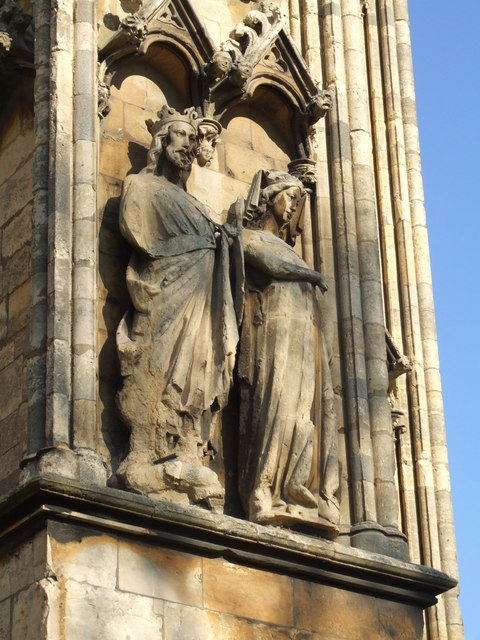
Статуї Едварда I та Елеонори Кастильської

Едикт про вигнання — документ, підписаний 1290 року королем Едуардом I, який наказував вигнати всіх євреїв з Англії. Насправді процес вигнання тривав понад 350 років і завершився 1656-го.

## Історія
Документ вимагав, щоб усі євреї, котрі проживали на території Англії, залишили країну. Це було пов'язано передовсім з тим, що вони займалися лихварством і позичали християнам гроші під відсотки, що було заборонено католикам.
Після вигнання королівська влада конфісковувала помешкання й рухоме майно, хоча євреям було дозволено забрати з собою готівку і все, що вони могли винести в руках.